# Родригес Морей, Антонио
Антонио Родригес Морей (исп. Antonio Rodriguez Morey; 4 марта 1872, Кадис — 7 декабря 1967, Гавана) — кубинский художник и музейный деятель.
С 1880 года вместе с семьёй жил на Кубе. Учился в Национальной академии художеств Сан-Алехандро у Антонио Эрреры Монтальвана и Валентина Санса Карты, изучал также сценографию под руководством Мигеля Ариаса. Затем в 1892 году отправился в Европу, где продолжил образование во Флоренции под руководством Джованни Лесси, в 1895 году перебрался в Рим, где его наставниками были Филиберто Петити, Хосе Гальегос-и-Арноса, Энрике Серра Ауке и Герман Корроди. С 1898 года преподавал рисунок и живопись в Институте Святого сердца — школе для девочек в Риме. В 1900 году занял второе место на международном конкурсе живописи на осеннюю тему с картиной «Осень в горах».
В 1905 году вернулся на Кубу. С 1910 года художественный редактор журнала Bohemia, в этом же году оформил кубинское гражданство. C 1912 года преподавал различные дисциплины в Академии Сан-Алехандро; среди его учеников, в частности, Роберто Эстопиньян. В 1918 году занял пост хранителя Национального музея изящных искусств, затем в 1926—1955 годах его директор, позднее — почётный директор. Благодаря связям Родригеса Морея в Испании коллекция музея пополнилась работами таких художников, как Франсиско Прадилья, Хоакин Соролья, Сесилио Пла.
Живопись Родригеса Морея преимущественно пейзажная, с элементами символизма.
Член-корреспондент Королевской академии изящных искусств Сан-Фернандо (1920).